# Kanton Argentan-1
Kanton Argentan-1 (francouzsky Canton d'Argentan-1) je francouzský kanton v departementu Orne v regionu Normandie. Byl vytvořen při reformě kantonů v roce 2014. Sestává ze 15 obcí a části města Argentan.

## Obce kantonu (květen 2016)
- Argentan (část)
- Aunou-le-Faucon
- Boischampré [p 1]
- Brieux
- Commeaux
- Fontenai-sur-Orne
- Juvigny-sur-Orne
- Montabard
- Moulins-sur-Orne
- Nécy
- Occagnes
- Ri
- Rônai
- Sai
- Sarceaux
- Sévigny